# Pollenia calamisessa
Pollenia calamisessa este o specie de muște din genul Pollenia, familia Calliphoridae, descrisă de Hardy în anul 1932. Conform Catalogue of Life specia Pollenia calamisessa nu are subspecii cunoscute.